# 병참

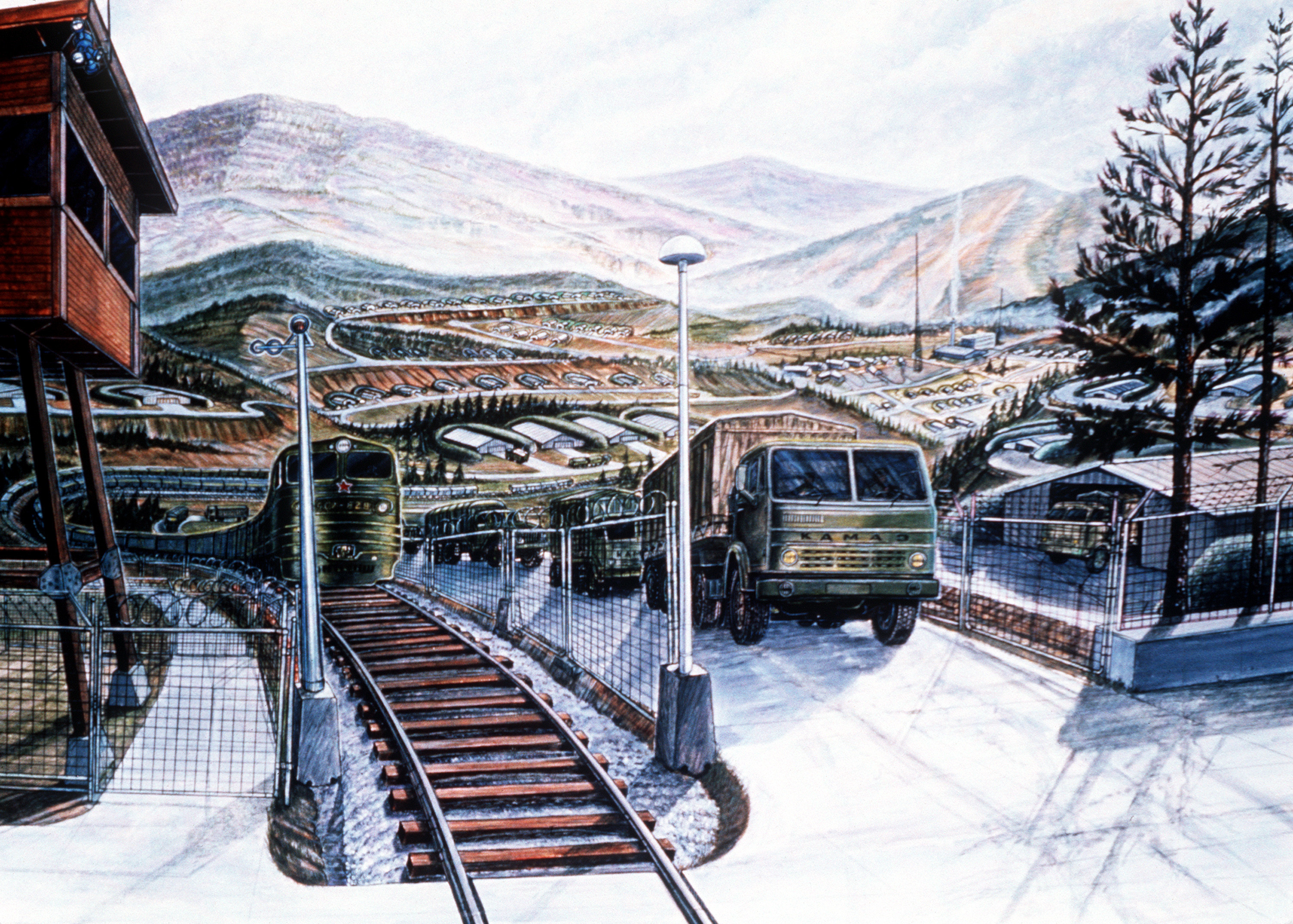

병참(兵站,)은 군대에서 필요한 군수물자의 관리 및 보급하는 군사행위와 그 군사행위를 하는 병과이다.
평시와 전시 모두 다른 조직과 마찬가지로 군대에서도 일정한 물자가 있어야 군인들의 생활이 가능하므로 매우 중요한 역할을 한다.
특히 전시에 적대국에 침공했을 때, 일정한 물자가 있어야 적대국의 영토에서 전쟁을 계속 수행할 수 있기 때문에 적대국 영토내에서는 중요도가 더욱 커진다.
기술병과에 속하며 각종 군용품의 보급, 시신의 관리, 세탁, 직물이나 천막, 군화, 사무용기계 등 일부 군용품의 수리, 군대급식의 조리 등을 담당한다.

## 대한민국 육군의 병참 분류[1]
- 2012년부터 병과에 따른 주특기번호가 개편되었다.
- 육군
  - 일반장교 3자리(끝자리가 0), 군의장교 4자리
  - 준위 및 부사관 3자리(일반장교 3자리에서 끝자리로 세분화).
    - 준위와 부사관 모두 공통의 주특기번호를 가지나, 각각 고유로 갖는 것도 있음.
    - 부사관 중 특전통신, 화기, 의무, 정작 특기의 경우 병의 경우와 마찬가리로 기본 3자리 끝에 추가 3자리를 덧붙인다.

  - 병 6자리
    - 준위 및 부사관의 특기 기본 3자리 끝에 추가 3자리를 덧붙인다.
    - 병 특수자격 중 외국어 자격(16개), 특수자격(39개), 전환복무자 및 카투사 전역자 특기도 개편되었다. 2012년도 예비군 실무편람 '군사특기 및 유사특기 범위' 560쪽 참조

- 231
  - 편성부대보급 : 2111
  - 영현등록 : 2112
  - 일반물자시설보급 : 2113
  - 의무보급 : 2114
  - 공구보급 : 2115
  - 유류관리 : 231104
  - 유류시험 : 2117
  - 일반물자재고기록 : 2118
- 212
  - 직물/천막수리 : 2121
  - 군화수리 : 2122
  - 사무용기계수리 : 2123
  - 세탁 : 2124
- 213(조리)
  - 조리 : 2131
- 214
  - 장비보급 : 2141
  - 특수무기보급 : 2144
  - 수리부속보급 : 2145
  - 수공구보급 : 2146